# بولين كلارك
بولين كلارك (بالإنجليزية: Pauline Clarke)‏‏ (19 مايو 1921 - 23 يوليو 2013 ) كاتِبة، وروائية من المملكة المتحدة.